# Augustin-Norbert Morin

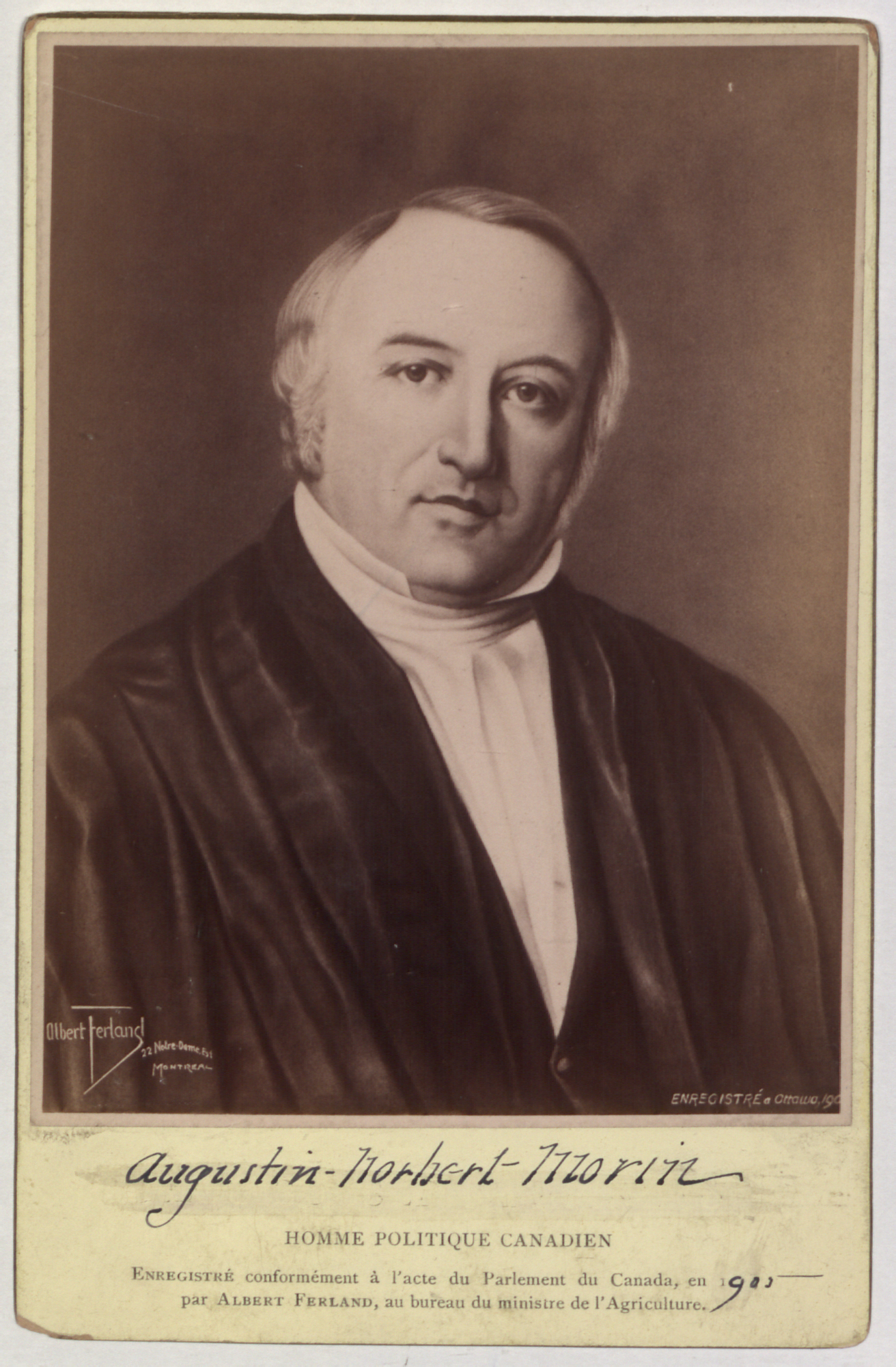
Augustin-Norbert Morin

Augustin-Norbert Morin (* 13. Oktober 1803 in Saint-Michel, Québec; † 27. Juli 1865) war ein kanadischer Anwalt, Richter und Politiker.

## Leben
Augustin-Norbert Morin wurde in Saint-Michel in eine große, katholische Landarbeiterfamilie hineingeboren und schon sehr bald durch den Pfarrer als sehr begabt und talentiert entdeckt. Dieser ermöglichte ihm ab 1815 den Besuch des Petit Séminaire de Québec. Nach der Beendung des Seminars arbeitete Morin zunächst als Zeitungsverkäufer, um sich das Rechtswissenschaftsstudium als Angestellter von Denis-Benjamin Viger zu ermöglichen. Im Jahre 1828 machte er sich selbstständig und zwei Jahre später begann er, sich in der Politik zu engagieren.
Am 28. Oktober 1851 wurde er schließlich Premier von Ostkanada und hatte diese Position bis zum 27. Jänner 1855 inne. Morin Heights, eine Stadt in der Provinz Québec, und Val-Morin wurden nach ihm benannt.
Am 19. Mai 1938 ehrte die kanadische Regierung Morin für sein Wirken dadurch, dass sie ihn zu einer „Person von nationaler historischer Bedeutung“ erklärte.